# Hugh Cholmondeley (6e marquis de Cholmondeley)
Pour les articles homonymes, voir Hugh Cholmondeley.
George Hugh Cholmondeley, 6e marquis de Cholmondeley, ( /tʃ ʌ m l i /, 24 avril 1919-13 mars 1990), titré comte de Rocksavage de 1923 à 1968, est un pair britannique et Lord-grand-chambellan d'Angleterre entre 1968 et 1990.

## Biographie

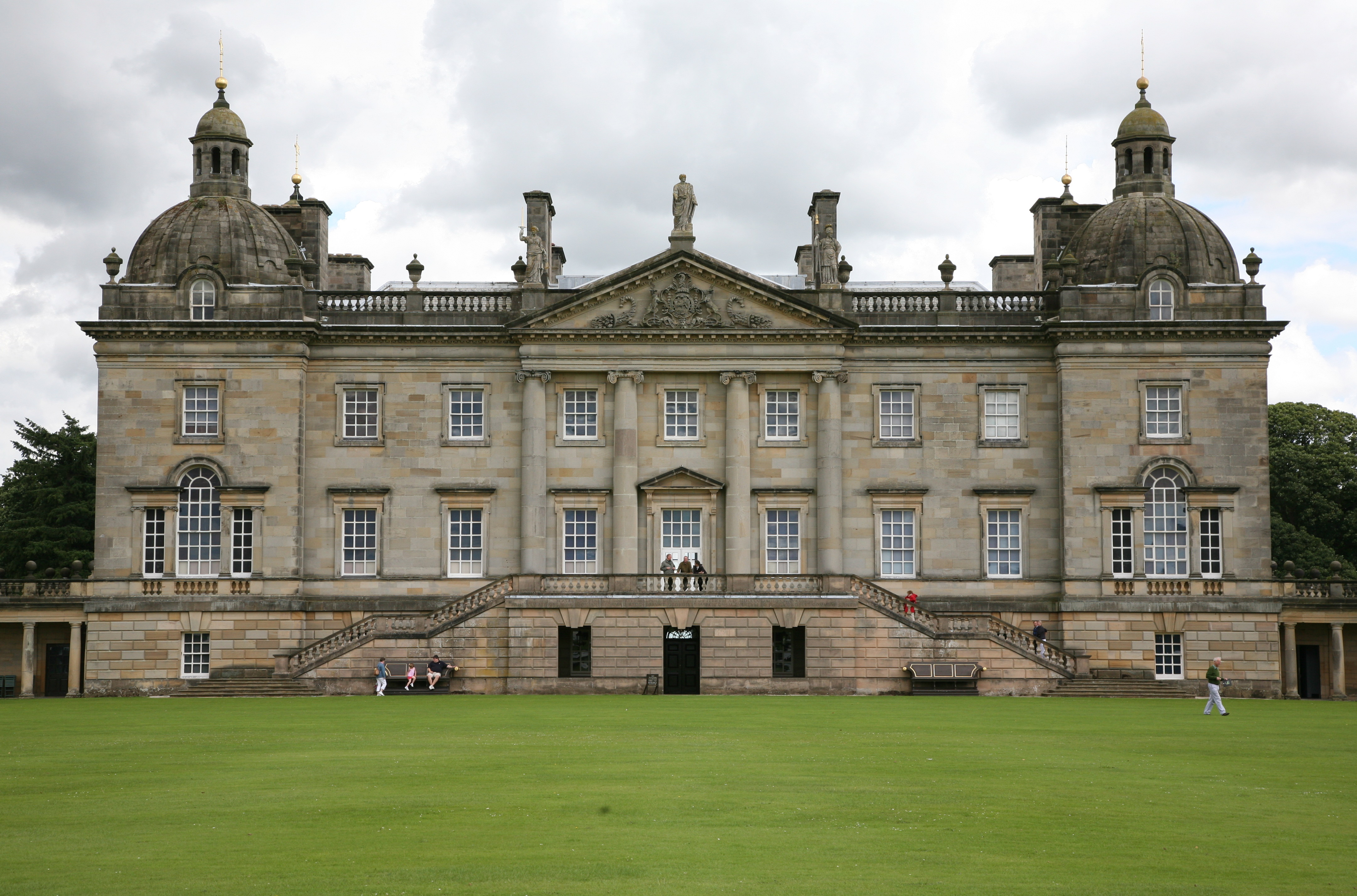
Houghton Hall, demeure ancestrale du marquis de Cholmondeley depuis l'établissement du titre en 1815, a maintenant ouvert certaines de ses salles au public.

Cholmondeley est né en 1919 à St George Hanover Square, Londres, un descendant de Robert Walpole, le premier Premier ministre de Grande-Bretagne. Il est le fils de George Cholmondeley (5e marquis de Cholmondeley) et de Sybil Sassoon, de la famille Sassoon et Rothschild. Sa mère est juive (issue d'une famille d'Irak, d'Inde, d'Allemagne et de France). Comme son arrière-arrière-grand-père, son arrière-grand-oncle, son arrière-grand-père, son grand-père, son père et son fils, Cholmondeley fait ses études au Collège d'Eton. Il étudie au Magdalene College de l'Université de Cambridge.
Il sert dans l'armée britannique, d'abord dans les Grenadier Guards et plus tard dans le 1st Royal Dragoons. Pendant la Seconde Guerre mondiale, il combat au Moyen-Orient, en Italie, en France et en Allemagne. En 1943, il est décoré de la Croix militaire (MC). Il prend sa retraite de l'armée en 1949, avec le grade de major.
Cholmondeley hérite des domaines et du titre de son père en 1968. Il est mort au château de Cholmondeley en 1990.

## Mariage et enfants
Cholmondeley épouse Lavinia Margaret Leslie (9 septembre 1921 - 7 novembre 2015), fille du colonel John Leslie, le 14 juin 1947. Ils ont :
- Rose Aline Cholmondeley (née le 20 mars 1948); pianiste de concert, présidente de la Chopin Society UK, qui reçoit la Médaille du Mérite culturel polonais Gloria Artis par le gouvernement polonais [3]
- Margot Lavinia Cholmondeley (née le 27 janvier 1950); mariée à Walter Anthony Huston (divorcé), mère de l'acteur Jack Huston[4]
- Caroline Mary Cholmondeley (née le 10 avril 1952); épouse Rodolphe Frédéric d'Erlanger (un petit-fils d'Émile d'Erlanger)[5]
- David George Philip Cholmondeley, 7e marquis de Cholmondeley (né le 27 juin 1960)

Lavinia, marquise douairière de Cholmondeley vivait au château de Cholmondeley.
Les sièges de la famille sont Houghton Hall, Norfolk et le château de Cholmondeley, qui est entouré d'un domaine de 7 500 acres (30,35142315 km2) près de Malpas, Cheshire.

## Position à la cour
Une partie du poste de Lord-grand-chambellan est un héritage Cholmondeley. Cet honneur héréditaire est venu dans la famille Cholmondeley par le mariage du premier marquis de Cholmondeley avec Georgiana Charlotte Bertie, fille de Peregrine Bertie (3e duc d'Ancaster et Kesteven). Les deuxième, quatrième, cinquième, sixième et septième titulaires du marquisat ont tous occupé cette fonction.